# 熱爾季亞
48°48′33″N 26°26′9″E / 48.80917°N 26.43583°E
熱爾季亞，亦译为热尔佳是位於烏克蘭西部赫梅利尼茨基州裏卡緬涅茨-波多利斯基區的村莊，始建於1578年，面積3.57平方公里，海拔高度247米，2001年人口1,626，人口密度每平方公里455.3人。